# Browning BLR

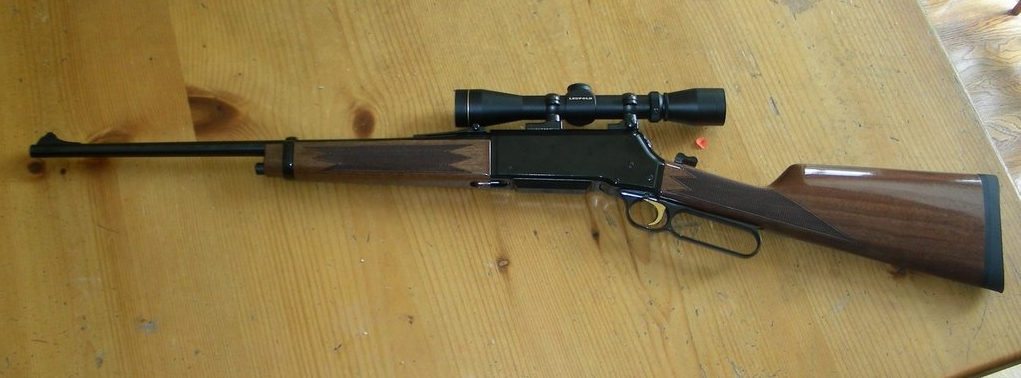
Um Browning BLR.

O Browning BLR, é um rifle de repetição por ação de alavanca fabricado pela Browning Arms Company. Ele vem em muitas variações diferentes e suporta os seguintes calibres: .22-250 Remington, .308 Winchester, .325 WSM e .450 Marlin.
A produção do Browning BLR começou em 1969. O BLR Modelo 81 foi introduzido em 1981 e incluía algumas pequenas alterações, incluindo um carregador diferente. O nodelo Lightning BLR foi introduzido em 1995 e ainda está em produção.